# Saneamento de Goiás
A Companhia Saneamento de Goiás S/A (Saneago) é uma sociedade de economia mista estadual que atua na área de saneamento básico no Estado de Goiás onde é responsável pelo saneamento de 223 dos 246 municípios goianos. Detém status de Secretaria estadual.

## Histórico

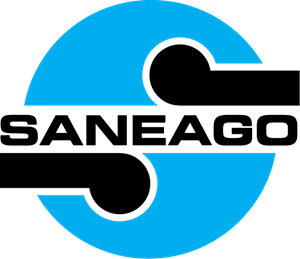
Primeira logo da Saneago, criada em 1967.

Após o surgimento de Brasília, o progresso em Goiás ganhou um novo impulso. Na década de sessenta, somente Goiânia e Anápolis contavam com os serviços de abastecimentos de água e esgotos sanitários.
No dia 22 de novembro de 1934, era assinado com a firma “Herbert Pereira & Cia”, o primeiro contrato para a implantação dos serviços de abastecimento de água e esgotos sanitários.
A captação do primeiro sistema de abastecimento de água de Goiânia era superficial, localizada no córrego Areião, afluente do Botafogo, através de barragem de nível e adução por canalização a descoberto e sem estação de tratamento.
Como solução, em 17 de setembro de 1941, pelo Decreto-Lei nº 4.756, o Governo (Interventor Federal - Pedro Ludovico Teixeira) entregou ao escritório “A.B. Pimentel ” - com sede em São Paulo, a implantação da rede de esgotos sanitários, bem como a sua exploração pelo prazo de 25 anos, com cinco de carência, surgindo assim a empresa “Melhoramentos de Goiás S.A.” que, em 1948, concluía os serviços contratados.
Em conseqüência do grande crescimento da população, após dez anos de atuação da “Melhoramentos de Goiás S.A.”, o Governo do Estado assumiu a responsabilidade direta pela execução dos serviços de esgotos, unificando-os ao da água em um só organismo pelo Decreto nº 826, de 16 de fevereiro de 1949, que aprovou o Regulamento Geral dos Serviços de Água e Esgotos Sanitários de Goiânia, elaborado pelo então Departamento de Viação e Obras Públicas - DVOP, que, historicamente, passou a se constituir no primeiro diploma legal sobre o assunto. A medida governamental se fundamentou, ao rescindir o contrato com a empresa “Melhoramentos de Goiás S.A.”, no “direito reservado ao Poder Público de encampar os serviços essenciais e considerados vitais à sociedade”.
Um ano após haver procedido à encampação dos serviços de esgotos, confiando-o ao Departamento de Viação e Obras Públicas - DVOP, o Governo transformou este órgão em Secretaria, em cuja estrutura organizacional integrava, entre outras, a Divisão de Água e Esgotos de Goiânia – DAE.
Em 12 de novembro de 1960, com a Lei 3.329, na gestão Mauro Borges Teixeira, foi criado o Departamento Estadual de Saneamento (DES). Suas atividades foram iniciadas em 27 de fevereiro de 1961 e encerradas no dia 13 de setembro de 1967, com a criação da Lei n.º 6.680, transformando o órgão em empresa de economia mista, com a denominação de Saneamento de Goiás S/A, já na gestão de Otávio Lage de Siqueira.
A atual logo foi criado no quinquagenário da SANEAGO em 2017.